# Calendrier international féminin UCI 2004
Navigation
2003 2005
Le calendrier international féminin UCI 2004 regroupe les compétitions féminines de cyclisme sur route organisées sous le règlement de l'Union cycliste internationale durant la saison 2004.
Le calendrier inclut la Coupe du monde de cyclisme sur route féminine 2004 et les Championnats du monde de cyclisme sur route 2004 de Vérone, ainsi que les différents championnats nationaux et continentaux. 

## Calendrier des épreuves
| 22 – 25 fév.      | Geelong Tour                                    | Oenone Wood           |
| 29 fév.           | Geelong World Cup                               | Oenone Wood           |
| 20 mars           | Primavera Rosa                                  | Zulfiya Zabirova      |
| 23 – 28 mars      | Redlands Bicycle Classic (women)                | Lyne Bessette         |
| 24 – 26 mars      | Vuelta a Castilla y León (women)                | Mirjam Melchers       |
| 28 mars           | Gran Premio Castilla y León                     | Angela Hennig         |
| 3 avr.            | Trofeo Riviera Della Versilia                   | Giovanna Troldi       |
| 4 avr.            | Tour des Flandres                               | Zulfiya Zabirova      |
| 9 – 11 avr.       | Novilon Euregio Cup                             | Sissy van Alebeek     |
| 15 – 17 avr.      | Sea Otter Classic (women)                       | Lyne Bessette         |
| 21 avr.           | Flèche wallonne                                 | Sonia Huguet          |
| 25 avr.           | Tour de Berne féminin                           | Fabiana Luperini      |
| 25 avr.           | GP Liberazione                                  | Olga Sljussarewa      |
| 29 avr. – 2 mai   | Gracia Orlová                                   | Nicole Brändli        |
| 2 mai             | Souvenir Magali Pache                           | Oenone Wood           |
| 13 – 23 mai       | Tour de l'Aude cycliste féminin                 | Trixi Worrack         |
| 23 mai            | Tjejtrampet                                     | Tiina Nieminen        |
| 29 mai            | Coupe du Monde Cycliste Féminine de Montréal    | Geneviève Jeanson     |
| 31 mai – 2 juin   | Tour du Grand Montréal                          | Judith Arndt          |
| 2 juin            | GP Citta' di Castenaso                          | Giovanna Troldi       |
| 5 – 9 juin        | Tour de Pologne                                 | Tatiana Guderzo       |
| 6 juin            | Liberty Classic                                 | Petra Rossner         |
| 8 juin            | Durango-Durango Emakumeen Saria                 | Joane Somarriba       |
| 10 – 13 juin      | Iurreta-Emakumeen Bira                          | Joane Somarriba       |
| 17 – 20 juin      | Tour du Trentin international féminin           | Tina Liebig           |
| 2 – 11 juill.     | Tour d'Italie                                   | Nicole Cooke          |
| 8 – 12 juill.     | Tour de Feminin - Krásná Lípa                   | Trixi Worrack         |
| 14 – 18 juill.    | Tour de Bretagne                                | Magalie Finot-Laivier |
| 17 juill.         | Grand Prix Carnevale d'Europa                   | Nicole Brändli        |
| 20 – 25 juill.    | Tour de Thuringe                                | Zulfiya Zabirova      |
| 8 août            | Tour de Bochum féminin                          | Deirdre Demet-Barry   |
| 21 – 25 août      | Trophée d'Or Féminin                            | Edita Pučinskaitė     |
| 28 août           | Grand Prix de Plouay                            | Edita Pučinskaitė     |
| 30 août – 4 sept. | Simac Ladies Tour                               | Mirjam Melchers       |
| 5 sept.           | Rotterdam Tour                                  | Petra Rossner         |
| 12 sept.          | Chrono Champenois                               | Karin Thürig          |
| 12 sept.          | Tour de Nuremberg                               | Petra Rossner         |
| 14 – 19 sept.     | Tour de Toscane féminin-Mémorial Michela Fanini | Trixi Worrack         |
| 17 oct.           | Chrono des Nations-Les Herbiers-Vendée          | Edwige Pitel          |

## Autres

### Avril
| Date | Épreuve                                | Cat. | Vainqueur     | Équipe |
| ---- | -------------------------------------- | ---- | ------------- | ------ |
| 9-16 | Championnats d'Asie - Course en ligne  | CC   | Zhang Junying | Chine  |
| 9-16 | Championnats d'Asie - Contre-la-montre | CC   | Li Meifang    | Chine  |

### Août
| Date | Épreuve                                          | Cat. | Vainqueur            | Équipe    |
| ---- | ------------------------------------------------ | ---- | -------------------- | --------- |
| 6    | Championnats d'Europe espoirs - contre-la-montre | CC   | Tatiana Guderzo      | Italie    |
| 8    | Championnats d'Europe espoirs - course en ligne  | CC   | Monica Holler        | Suède     |
| 15   | Jeux olympiques - course en ligne                | JO   | Sara Carrigan        | Australie |
| 18   | Jeux olympiques - contre-la-montre               | JO   | Leontien van Moorsel | Pays-Bas  |

### Septembre
| Date | Épreuve                                  | Cat. | Vainqueur     | Équipe                    |
| ---- | ---------------------------------------- | ---- | ------------- | ------------------------- |
| 5    | Rotterdam Tour                           | CDM  | Petra Rossner | Nürnberger Versicherungen |
| 28   | Championnats du monde - contre-la-montre | CM   | Karin Thürig  | Suisse                    |

### Octobre
| Date | Épreuve                                 | Cat. | Vainqueur    | Équipe    |
| ---- | --------------------------------------- | ---- | ------------ | --------- |
| 2    | Championnats du monde - course en ligne | CM   | Judith Arndt | Allemagne |

## Classements
| \| Rang \| Pays \| Points \| \| ---- \| ---------- \| ------- \| \| 1er \| Allemagne \| 2117,10 \| \| 2e \| Australie \| 1406,32 \| \| 3e \| Pays-Bas \| 1309 \| \| 4e \| Suisse \| 983,33 \| \| 5e \| Lituanie \| 840,32 \| \| 6e \| Russie \| 829,99 \| \| 7e \| États-Unis \| 767 \| \| 8e \| Italie \| 716,33 \| \| 9e \| Canada \| 453 \| \| 10e \| Espagne \| 432 \| |            |         |
| Rang | Pays       | Points  |
| 1er | Allemagne  | 2117,10 |
| 2e | Australie  | 1406,32 |
| 3e | Pays-Bas   | 1309    |
| 4e | Suisse     | 983,33  |
| 5e | Lituanie   | 840,32  |
| 6e | Russie     | 829,99  |
| 7e | États-Unis | 767     |
| 8e | Italie     | 716,33  |
| 9e | Canada     | 453     |
| 10e | Espagne    | 432     |